# قسم آبجدان الريفي (مقاطعة أنديكا)
قسم آبجدان الريفي (بالإنجليزية: Abezhdan Rural District)‏ هي قسم تقع في إيران في ناحية آبجدان. يقدر عدد سكانها بـ 13,493 نسمة .